# Laousses
El archipiélago Laousses (también Lagouses, griego Λαγούσες) consta de cinco islotes deshabitados que pertenecen al municipio de la comunidad de la isla de Egina en el Golfo Sarónico.
- Kordeliaris
- Makronisos (‚Isla grande')
- Lagousaki (Panagitsa)
- Gaidaros (‚burro')
- Lagousa (Eleousa)

Situadas al este del archipiélago de las Diapories y a medio camino entre Salamina y Egina en el norte del Golfo Sarónico. La mayoría de los ferries de El Pireo pasan cerca de las islas. Eleousa con 0.176 km² es la isla más grande del grupo. Las islas cuentan con escasa vegetación.